# لیندن‌برگ (راینلاند-فالتس)
لیندنبرگ (به آلمانی: Lindenberg) یک شهر در آلمان است که در باد دورکهایم واقع شده‌است. لیندنبرگ ۱٬۱۸۸ نفر جمعیت دارد.